# Il bianco, il giallo, il nero
Il bianco, il giallo, il nero (Brasil O Último Samurai do Oeste)  é um filme italiano de 1975, do gênero faroeste e comédia, dirigido por Sérgio Corbucci.

## Sinopse
Um bando de índios roubam um valioso pônei japonês que seria entregue ao presidente dos Estados Unidos como um presente do imperador japonês. Os índios exigem um resgate de um milhão de dólares, o que o embaixador japonês decide pagar e encarrega para enviar o dinheiro o único homem honesto na região, que não é outro senão o xerife do condado, Black Jack. Ele é acompanhado pelo samurai trapalhão, Sakura, além do simpático e inteligente bandido conhecido como Suiço, que também busca a caixa do dinheiro do resgate do pônei.

## Elenco
- Giuliano Gemma — Blanc de Blanc / Suíço
- Tomás Milián — Sakura
- Eli Wallach — Xerife Edward Gideon / Black Jack
- Manuel de Blas — Major Donovan
- Jacques Berthier — Kelly Butler
- Romano Puppo — Kady
- Cris Huerta — Robinson Grasso